# Nikołaj Trufanow
Nikołaj Iwanowicz Trufanow (ros. Николай Иванович Труфа́нов, ur. 2 maja?/15 maja 1900 we wsi Wielikoje w guberni jarosławskiej, zm. 12 lutego 1982 w Charkowie) – radziecki dowódca wojskowy, generał pułkownik.

## Życiorys
Od 1916 pracował jako telegrafista, a od lipca 1917 służył w rosyjskiej armii jako telefonista w batalionie uderzeniowym 38 Dywizji Piechoty na Froncie Północnym, od grudnia 1917 był pracownikiem poczty, później telegrafistą w Jarosławiu. Od listopada 1919 służył w Armii Czerwonej, był kolejno naczelnikiem polowego biura telegraficznego, dowódcą plutonu pułku kawalerii, pomocnikiem dowódcy 63 pułku w Ukraińskim Okręgu Wojskowym i Moskiewskim Okręgu Wojskowym. W 1925 skończył wojskową szkołę piechoty im. WCIK, 1939 Akademię Wojskową im. Frunzego, a 1950 wyższe kursy akademickie przy Akademii Sztabu Generalnego. W 1939 został szefem sztabu 4 Dywizji Piechoty, 1939–1940 brał udział w wojnie z Finlandią, od stycznia do marca 1941 był pomocnikiem dowódcy 23 Korpusu Piechoty, a od marca do sierpnia 1941 szefem sztabu 28 Korpusu Zmechanizowanego. Od sierpnia do grudnia 1941 był szefem sztabu 47 Armii na Zakaukaziu, od grudnia 1941 walczył na Froncie Krymskim, Północno-Kaukaskim, Stalingradzkim, Woroneskim, 2 Ukraińskim, 2 i 1 Białoruskim kolejno jako szef sztabu 47 Armii, naczelnik tyłów i zastępca dowódcy 47 Armii, dowódca 1 Samodzielnego Korpusu Piechoty (od kwietnia do czerwca 1942), dowódca 51 Armii (od lipca 1942 do lutego 1943), zastępca dowódcy 69 Armii (od czerwca 1943 do marca 1945) i dowódca 25 Korpusu Piechoty (od marca do maja 1945). Brał udział w bitwie pod Stalingradem i Kurskiem, rozbiciu niemieckich wojsk na Białorusi, operacji brzesko-lubelskiej, wiślańsko-odrzańskiej, wschodniopomorskiej i berlińskiej. W lipcu 1945 został komendantem wojskowym Grupy Wojsk Radzieckich w Niemczech w Lipsku, od października 1945 do grudnia 1946 był szefem wydziału i zastępcą naczelnika Zarządu Radzieckiej Administracji Wojskowej w Niemczech (SWA), a od grudnia 1946 do kwietnia 1949 szefem Zarządu SWA w Meklemburgii-Pomorzu Przednim. Od kwietnia 1949 do czerwca 1950 był słuchaczem Akademii Wojskowej im. Woroszyłowa, potem szefem Zarządu Przygotowania Bojowego i Fizycznego Wojsk Dalekiego Wschodu, następnie Dalekowschodniego Okręgu Wojskowego, od stycznia 1954 do stycznia 1956 dowódcą armii, a od stycznia 1956 do czerwca 1957 zastępcą dowódcy wojsk Dalekowschodniego Okręgu Wojskowego. W czerwcu 1957 został głównym doradcą wojskowym, potem starszym specjalistą wojskowym w armii Chin (do 1959), służbę wojskową zakończył w 1960.

## Awanse
- Generał major (30 maja 1942)
- Generał porucznik (11 lipca 1945)
- Generał pułkownik (8 sierpnia 1955)

## Odznaczenia
- Order Lenina (dwukrotnie)
- Order Czerwonego Sztandaru (trzykrotnie)
- Order Kutuzowa I klasy (dwukrotnie)
- Order Suworowa II klasy
- Order Wojny Ojczyźnianej I klasy
- Order Czerwonej Gwiazdy

Oraz medale ZSRR i odznaczenia zagraniczne.